# Víctor Rosales, Pinos
Víctor Rosales är en ort i Mexiko.   Den ligger i kommunen Pinos och delstaten Zacatecas, i den centrala delen av landet, 400 km nordväst om huvudstaden Mexico City. Víctor Rosales ligger 2 098 meter över havet och antalet invånare är 408.
Terrängen runt Víctor Rosales är platt åt nordost, men åt sydväst är den kuperad. Runt Víctor Rosales är det glesbefolkat, med 19 invånare per kvadratkilometer. Närmaste större samhälle är Colonia Emiliano Zapata, 18,6 km sydost om Víctor Rosales. Trakten runt Víctor Rosales består till största delen av jordbruksmark.